# Lycopus atypicus
Lycopus atypicus là một loài nhện trong họ Thomisidae.
Loài này thuộc chi Lycopus. Lycopus atypicus được Embrik Strand miêu tả năm 1911.